# Batavia (New York)
Batavia è una city degli Stati Uniti d'America situata nello Stato di New York e in particolare nella contea di Genesee, della quale è il capoluogo. 
È circondata dalla città (town) omonima, che è una municipalità separata. La sua popolazione al censimento del 2010 era di 15.465 abitanti. Il nome "Batavia" è il termine latino per Betuwe, regione dei Paesi Bassi in onore del primo colono olandese.
La strada statale (Interstate 90) passa a nord della città. Anche l'aeroporto (Genesee County Airport,  GVQ) si trova a nord della città; il suo UN/LOCODE è USBIA.

## Tombe illustri
Nel Granview Cemetery è sepolto lo scrittore e insegnante statunitense John Gardner, mentore dello scrittore Raymond Carver.

## Lo scandalo della loggia massonica
Nel 1826 scoppiò uno scandalo a Batavia, quando William Morgan, irritato con la loggia massonica locale (Western Star Chapter R.A.M. No. 33 di Le Roy, New York), minacciò di rivelarne i segreti. Poco dopo fu arrestato con un pretesto di poco conto, ma - quando la cauzione venne pagata - fu rilasciato e affidato a un gruppo di uomini con cui si allontanò, apparentemente contro la sua volontà.
Si scoprì in seguito che questi uomini erano massoni, che lo condussero fino a Fort Niagara, dove fu tenuto prigioniero e poi scomparve. I massoni sostennero che Morgan fosse stato semplicemente pagato per non pubblicare le sue rivelazioni e lasciare per sempre la zona, ma l’opinione pubblica era convinta che fosse stato assassinato. Nessuno venne mai condannato per omicidio: i responsabili furono perseguiti e condannati solo per il rapimento.
L’episodio suscitò un’enorme ondata di indignazione e alimentò un forte sentimento anti-massonico, che influenzò la politica per anni, portando alla nascita del Partito Anti-Massonico. Anche in ambito religioso ci furono ripercussioni: molti membri del clero della Chiesa Metodista Episcopale facevano parte della massoneria, e questo fu uno dei motivi che spinsero alla separazione e alla nascita della Chiesa Metodista Libera.